# Bert Corbeau
Albert Orian „Bert“ Corbeau (* 9. Februar 1894 in Penetanguishene, Ontario; † 2. September 1942) war ein kanadischer Eishockeyspieler und -trainer, der in seiner aktiven Zeit von 1913 bis 1929 unter anderem für die Montréal Canadiens, Hamilton Tigers und Toronto St. Patricks in der National Hockey League gespielt hat.

## Karriere
Bert Corbeau begann seine Karriere als Eishockeyspieler bei der Amateurmannschaft der Halifax Crescents, für die er bis 1914 aktiv war. Anschließend erhielt er einen Vertrag bei den Montréal Canadiens, für die er in der Saison 1914/15 sein Debüt im professionellen Eishockey gab, als er in 18 Spielen ein Tor für die Mannschaft aus Québec in der National Hockey Association erzielte und eine Vorlage gab. Mit den Canadiens gewann der Verteidiger in der folgenden Spielzeit zum ersten und einzigen Mal in seiner Laufbahn den prestigeträchtigen Stanley Cup. Im Sommer 1922 verließ der Kanadier Montréal, das seit 1917 in der neugegründeten National Hockey League spielte, und wechselte zu deren Ligarivalen Hamilton Tigers, die er nach nur einem Jahr verließ, um bis 1927 für die Toronto St. Patricks aufzulaufen. Von 1927 bis 1929 stand der Rechtsschütze in der Canadian Professional Hockey League bei den Toronto Falcons und London Panthers auf dem Eis, ehe er anschließend seine Karriere als Spieler beendete.
Bereits kurz nach Beginn der Saison 1928/29 übernahm Corbeau das Amt als Cheftrainer bei den London Panthers in der Canpro, verließ sie jedoch am Saisonende schon wieder. Von 1939 bis 1942 betreute der ehemalige NHL-Spieler die Atlantic City Seagulls in der Eastern Hockey League, mit denen er in der Saison 1940/41 Meister wurde. Im Anschluss an die Saison 1941/42 starb der Kanadier bereits im Alter von 48 Jahren.

## Erfolge und Auszeichnungen
- 1916 Stanley-Cup-Gewinn mit den Montréal Canadiens
- 1941 Meister Eastern Hockey League mit den Atlantic City Seagulls (als Trainer)